# Station Melsele
Station Melsele is een spoorwegstation langs spoorlijn 59 in Melsele, een deelgemeente van Beveren-Kruibeke-Zwijndrecht.

## Geschiedenis
Het station opende in 1891 langs lijn 59, dat tot 1897 in plaats van normaalspoor een spoorbreedte van 1151 mm had.
In 1913, de stopplaats Melsele werd een halte en kreeg een stationsgebouw.
Het voormalige stationsgebouw was van het type 1893 L8. In tegenstelling tot andere stations van het type 1893 werd hier geen gebruik gemaakt van een ontlastingsboog boven de muuropeningen. Van een gebouw is evenwel reeds geruime tijd geen sprake meer. Het bevond zich op de plaats waar nu fietsenrekken en parking gelegen zijn.
De perrons van station Melsele bevinden zich in een bajonetligging, dat betekent dat beide perrons schuin tegenover elkaar aan weerszijden van de overweg liggen. Zodoende blijft de overweg minder lang gesloten als een trein in het station stopt. Om de sporen over te steken is geen speciale infrastructuur voorzien; reizigers dienen de overweg te gebruiken.
Melsele is een standaardhalte met de gebruikelijke voorzieningen: op de slechts ten dele verharde perrons kan men telkens 1 schuilhuisje van het oude type ("Isobelec") terugvinden, evenzo is op elk perron 1 bankje (met drie zitjes) van het standaardtype geplaatst. Uniek voor een relatief beperkte halte zoals Melsele is de stationsklok bevestigd aan een van de dragers van de bovenleidingen. Binnen afzienbare tijd zullen de perrons een opknapbeurt krijgen: men zal bijkomende schuilhuisjes plaatsen alsook de perrons naar de nieuwe standaardhoogte brengen teneinde het in- en uitstappen te vergemakkelijken.
Net naast perron 1 bevindt zich een ruime fietsenstalling alsook een (gratis) pendelaarsparking die plaats biedt aan ongeveer 20 voertuigen. Eind 2009 zal de parking uitgebreid worden tot 30 plaatsen.
In 2015 waren er plannen om het station Melsele te sluiten. Het lage aantal reizigers en de korte afstand van het station Beveren waren de hoofdredenen hiervoor. Ter compensatie zou het station Beveren meer treinen krijgen per uur en dus het aanbod hier verhoogd worden. Na protest werd het plan enkele weken later alweer afgevoerd.

## Galerij

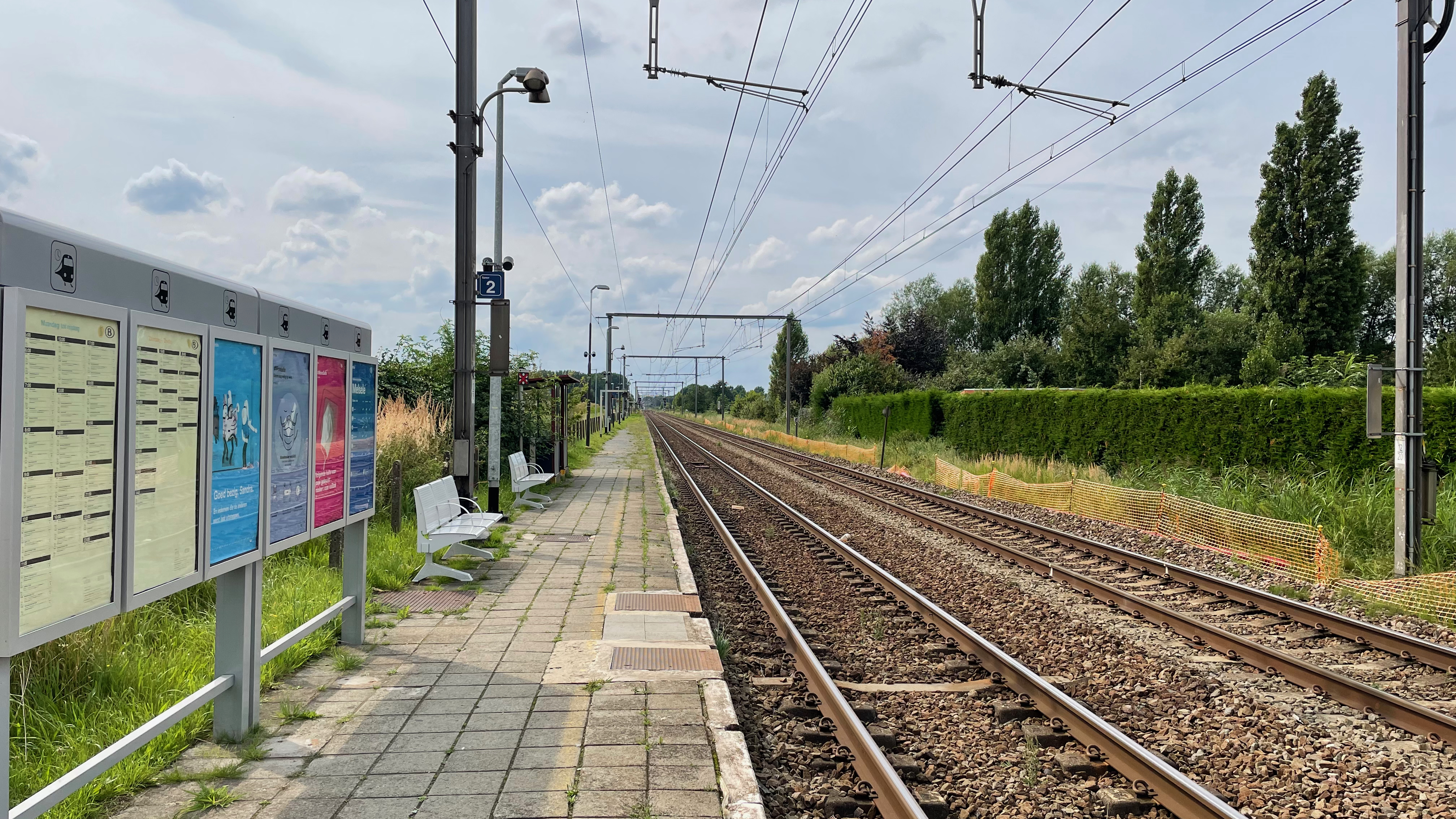
Zicht op het perron
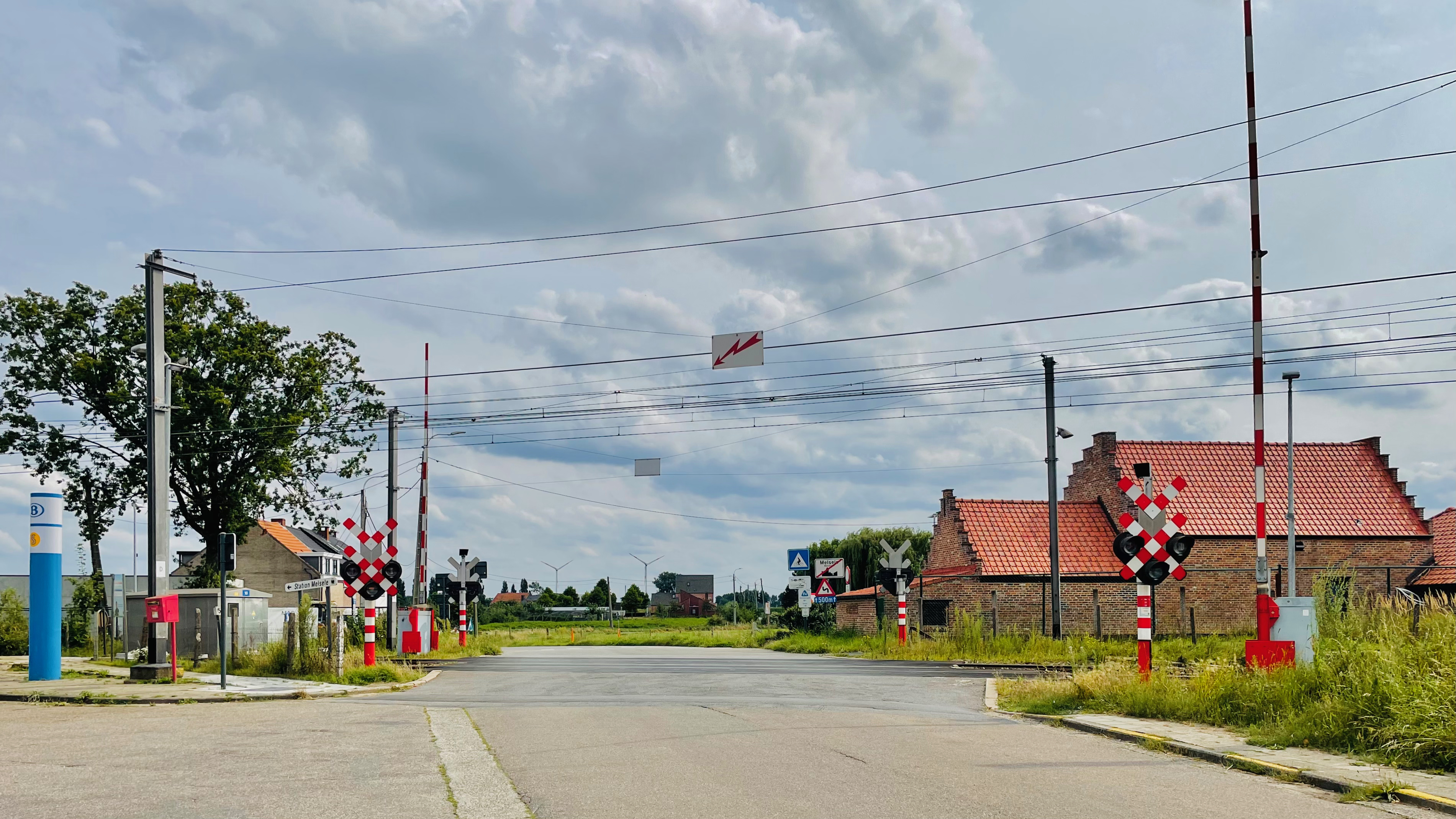
Overweg aan het station
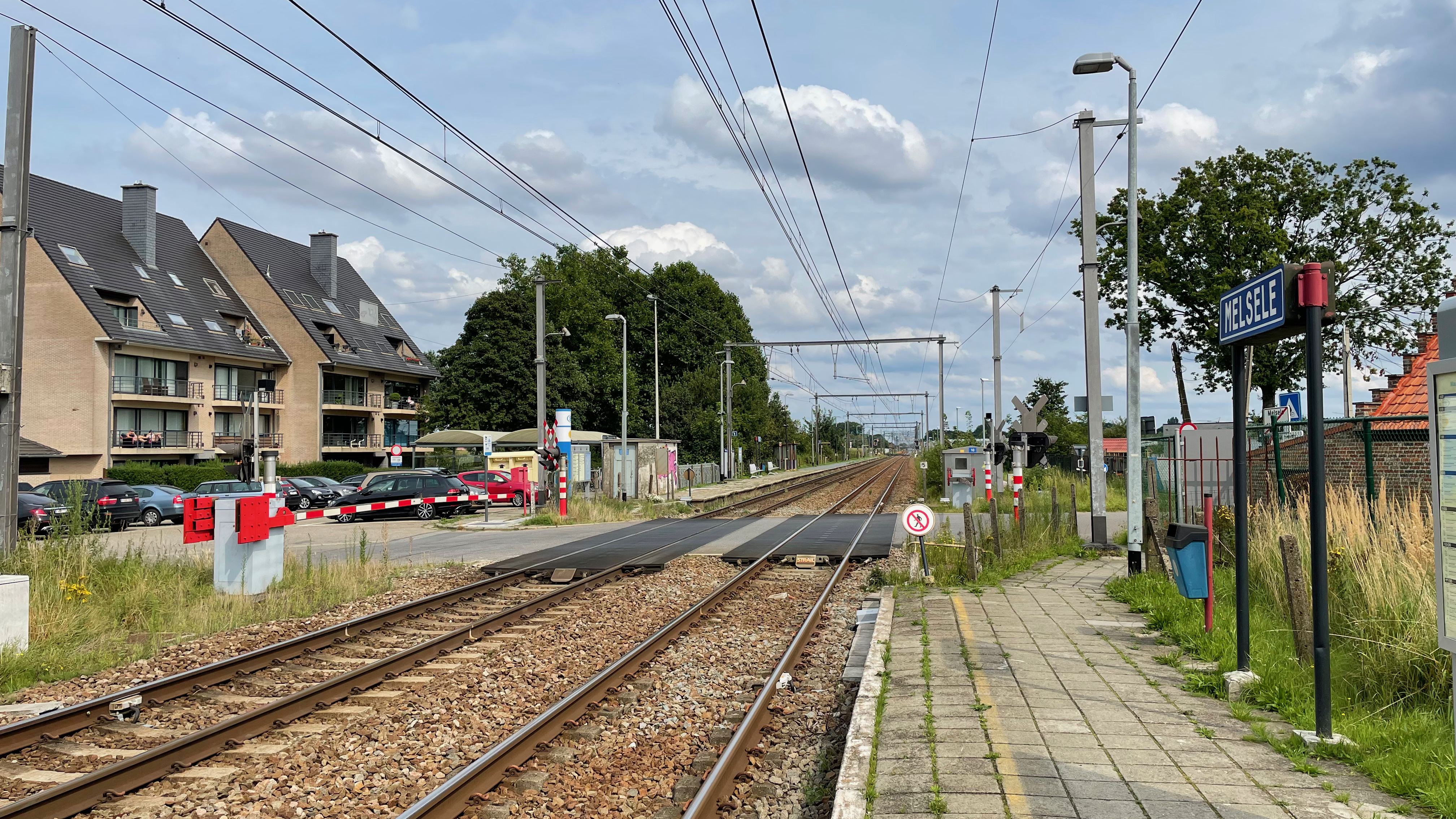
Zicht op de sporen
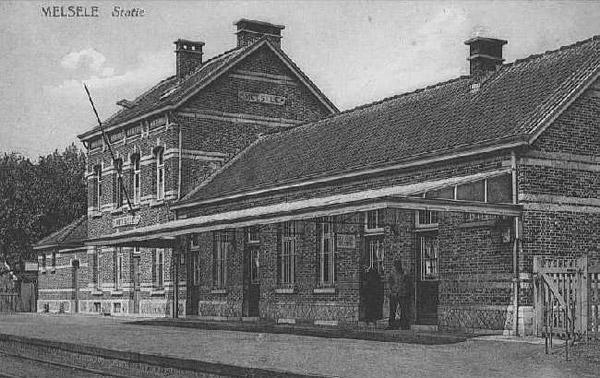
Oude postkaart van het voormalige stationsgebouw

## Treindienst
| Serie       | Treinsoort               | Route                                                                                           | Bijzonderheden |
| ----------- | ------------------------ | ----------------------------------------------------------------------------------------------- | --- |
| S 34        | S-trein Antwerpen (NMBS) | [ Dendermonde – ] Lokeren – Melsele – Antwerpen-Centraal                                        | Rijdt 1×/u tussen Antwerpen - Sint-Niklaas. Rijdt in de spits verder naar Dendermonde. Rijdt alleen op werkdagen.        |
| S 53        | S-trein Gent (NMBS)      | Ronse – Oudenaarde – Gent-Sint-Pieters – Gent-Dampoort – Lokeren – Melsele – Antwerpen-Centraal | In het weekend wordt lijn S53 verlengd tot Antwerpen-Centraal, en vervangt daarmee lijn S34 van het Antwerpse S-netwerk. |
| P 7290/8290 | Piekuurtrein (NMBS)      | Sint-Niklaas – Melsele – Antwerpen-Centraal                                                     | Rijdt alleen op werkdagen.                                                                                               |

## Reizigerstellingen
De grafiek en tabel geven het gemiddeld aantal instappende reizigers weer op een week-, zater- en zondag.
| Tabel: aantal instappende reizigers station Melsele | Tabel: aantal instappende reizigers station Melsele | Tabel: aantal instappende reizigers station Melsele | Tabel: aantal instappende reizigers station Melsele |
|                                                     | Weekdag                                             | Zaterdag                                            | Zondag                                              |
| --------------------------------------------------- | --------------------------------------------------- | --------------------------------------------------- | --------------------------------------------------- |
| 1977                                                | 127                                                 | 23                                                  | 27                                                  |
| 1978                                                | 158                                                 | 32                                                  | 25                                                  |
| 1979                                                | 131                                                 | 34                                                  | 31                                                  |
| 1980                                                | 157                                                 | 25                                                  | 30                                                  |
| 1981                                                | 172                                                 | 43                                                  | 41                                                  |
| 1982                                                | 140                                                 | 58                                                  | 34                                                  |
| 1983                                                | 154                                                 | 37                                                  | 32                                                  |
| 1984                                                | 131                                                 | 38                                                  | 39                                                  |
| 1985                                                | 226                                                 | 37                                                  | 40                                                  |
| 1986                                                | 184                                                 | 37                                                  | 33                                                  |
| 1987                                                | 188                                                 | 46                                                  | 40                                                  |
| 1988                                                | 270                                                 | 63                                                  | 33                                                  |
| 1989                                                | 222                                                 | 49                                                  | 47                                                  |
| 1990                                                | 220                                                 | 59                                                  | 29                                                  |
| 1991                                                | 199                                                 | 54                                                  | 44                                                  |
| 1992                                                | 191                                                 | 59                                                  | 36                                                  |
| 1993                                                | 190                                                 | 53                                                  | 31                                                  |
| 1994                                                | 215                                                 | 33                                                  | 35                                                  |
| 1995                                                | 165                                                 | 26                                                  | 24                                                  |
| 1996                                                | 200                                                 | 30                                                  | 9                                                   |
| 1997                                                | 194                                                 | 21                                                  | 19                                                  |
| 1998                                                | 204                                                 | 22                                                  | 19                                                  |
| 1999                                                | 185                                                 | 28                                                  | 26                                                  |
| 2000                                                | 184                                                 | 13                                                  | 30                                                  |
| 2001                                                | 174                                                 | 30                                                  | 27                                                  |
| 2002                                                | 149                                                 | 20                                                  | 24                                                  |
| 2003                                                | 145                                                 | 16                                                  | 23                                                  |
| 2004                                                | 150                                                 | 16                                                  | 21                                                  |
| 2005                                                | 152                                                 | 16                                                  | 29                                                  |
| 2006                                                | 198                                                 | 14                                                  | 26                                                  |
| 2007                                                | 162                                                 | 20                                                  | 27                                                  |
| 2008                                                | -                                                   | -                                                   | -                                                   |
| 2009                                                | 112                                                 | 19                                                  | 21                                                  |
| 2010                                                | -                                                   | -                                                   | -                                                   |
| 2011                                                | -                                                   | -                                                   | -                                                   |
| 2012                                                | 122                                                 | 8                                                   | -                                                   |
| 2013                                                | 156                                                 | 20                                                  | 20                                                  |
| 2014                                                | 136                                                 | 21                                                  | 15                                                  |
| 2015                                                | 120                                                 | 18                                                  | 19                                                  |
| 2016                                                | 158                                                 | 36                                                  | 26                                                  |
| 2017                                                | 211                                                 | 49                                                  | 42                                                  |
| 2018                                                | 177                                                 | 30                                                  | 36                                                  |
| 2019                                                | 298                                                 | -                                                   | -                                                   |
| 2020                                                | 115                                                 | 223                                                 | 101                                                 |
| 2021                                                | -                                                   | -                                                   | -                                                   |
| 2022                                                | 329                                                 | 82                                                  | 83                                                  |
| 2023                                                | 299                                                 | 62                                                  | 114                                                 |
| 2024                                                | 308                                                 | 105                                                 | 96                                                  |

0,0: Antwerpen-Berchem ·
4,0: Antwerpen-Zuid ·
7,0: Antwerpen-Linkeroever ·
9,1: Zwijndrecht ·
10,1: Zwijndrecht-Fort ·
12,1: Melsele ·
14,0: Beveren ·
15,1: Haasdonk ·
18,5: Westakkers ·
19,5: Nieuwkerken-Waas ·
22,7: Sint-Niklaas ·
25,3: Sint-Niklaas-West ·
26,2: Valk ·
27,1: Belsele ·
28,7: Sinaai ·
32,0: Heiken ·
35,7: Lokeren ·
38,4: Staakte ·
41,5: Zeveneken ·
43,6: Beervelde ·
46,8: Lochristi ·
49,5: Destelbergen ·
51,2: Westveld ·
53,0: Oostakker ·
?: Gent-Waas ·
55,8: Gent-Dampoort